# Miro I de Urgel
Vizconde de Urgel que aparece mencionado entre 953 y 975, cuando solicitó al obispo de Urgel la consagración de la iglesia de Santa Maria de Solsona.
Contrajo matrimonio con Riquilda, con quien tuvo a su hijo y sucesor, Guillermo I de Urgel.
| Predecesor: Simplicio | Vizconde de Urgel ---- | Sucesor: Guillermo I |

- Datos: Q546320